# La Esperanza, Hidalgotitlán
La Esperanza är en ort i Mexiko.   Den ligger i kommunen Hidalgotitlán och delstaten Veracruz, i den sydöstra delen av landet, 500 km öster om huvudstaden Mexico City. La Esperanza ligger 21 meter över havet och antalet invånare är 328.
Terrängen runt La Esperanza är platt, och sluttar norrut. Runt La Esperanza är det ganska glesbefolkat, med 29 invånare per kvadratkilometer. Närmaste större samhälle är Hidalgotitlán, 15,7 km nordost om La Esperanza. Trakten runt La Esperanza består till största delen av jordbruksmark.